# Tianschaniella
- Commons
- Wikispecies

Tianschaniella é um gênero de plantas pertencente à família Boraginaceae.

## Espécies
- Tianschaniella umbellulifera
- Tianschaniella wakhanica